# Карлос Еспозіто
Карлос Еспозіто (ісп. Carlos Esposito, нар. 4 листопада 1941, Буенос-Айрес) — колишній аргентинський футбольний арбітр. Арбітр ФІФА у 1978—1989 роках.

## Кар'єра
Він найвідоміший тим, що провів два матчі на чемпіонаті світу 1986 року: Мексика — Бельгія (2:1) на груповому етапі та 1/8 фіналу Франція — Італія (2:0).
Його міжнародна кар'єра розпочалась в 1978 році, також як головний арбітр працював в інших важливих міжнародних футбольних заходах:
- у 1979 році працював на Кубку-Америки, відсудивши три матчі, в тому числі півфінал Бразилія — Парагвай;
- у 1981 році судив фінал Кубка Лібертадорес;
- у 1983 році відсудив один матч на молодіжному чемпіонаті світу у Мексиці;
- у 1985 році був арбітром юнацького чемпіонату світу у Китаї, відпрацювавши у двох матчах, в тому числі у одному півфіналі;
Завершив суддівську кар'єру в 1989 році.